# سانت‌النا سانیتا
سانت‌النا سانیتا (به ایتالیایی: Sant'Elena Sannita) یک کومونه در ایتالیا است که در استان ایسرنیا واقع شده‌است. سانت‌النا سانیتا ۱۴٫۱ کیلومتر مربع مساحت و ۲۸۲ نفر جمعیت دارد.